# كمبن
كمبن ألمانيا (بالألمانية: Kempen, Germany) هي مدينة و بلدة ألمانية تقع في ألمانيا في فيرزن. يقدر عدد سكانها بـ 36,175 نسمة .

## المدن التوأمة
مدن فرداو، Wambrechies، Orsay و East Cambridgeshire هي مدن توأمة لـكمبن ألمانيا.

## أعلام
- توبياس كوش
- لويس باير
- أنا لوربير
- توما الكمبيسي